# 341826 Aurelbaier
341826 Aurelbaier è un asteroide della fascia principale. Scoperto nel 2008, presenta un'orbita caratterizzata da un semiasse maggiore pari a 3,1427762 UA e da un'eccentricità di 0,2696550, inclinata di 14,80847° rispetto all'eclittica.